# Kviinge socken
Kviinge socken i Skåne ingick i Östra Göinge härad, ingår sedan 1974 i Östra Göinge kommun och motsvarar från 2016 Kviinge distrikt.
Socknens areal är 32,19 kvadratkilometer varav 31,53 land.  År 2000 fanns här 1 490 invånare. Tätorten Hanaskog med Hanaskogs slott och med sockenkyrkan Kviinge kyrka ligger i socknen.

## Administrativ historik
Socknen har medeltida ursprung. 
Vid kommunreformen 1862 övergick socknens ansvar för de kyrkliga frågorna till Kviinge församling och för de borgerliga frågorna bildades Kviinge landskommun. Landskommunen uppgick 1952 i Knislinge landskommun som 1974 uppgick i Östra Göinge kommun.
1 januari 2016 inrättades distriktet Kviinge, med samma omfattning som församlingen hade 1999/2000.  
Socknen har tillhört län, fögderier, tingslag och domsagor enligt vad som beskrivs i artikeln Östra Göinge härad. De indelta soldaterna tillhörde Norra skånska infanteriregementet, Liv- och Västra Göinge kompanier och Skånska husarregementet Sandby skvadron, Sandby kompani,, Sandby skvadron, Sandby kompani.

## Geografi
Kviinge socken ligger norr om Kristianstad med Helge å i öster och Almaån i norr. Socknen är en odlingsbygd med skog i väster.

## Fornlämningar
Från bronsåldern finns gravrösen och skålgropsförekomster. Från järnåldern finns resta stenar. Fossil åkermark har påträffats

## Namnet
Namnet skrevs 1372 Qujthinghe och kommer från kyrkbyn. Namnet innehåller en inbyggarbeteckning, -inge  och kvith, 'mage, kved' syftande på någon terrängformation..